# Lepidochrysops nacrescens
Lepidochrysops nacrescens är en fjärilsart som beskrevs av Tite 1961. Lepidochrysops nacrescens ingår i släktet Lepidochrysops och familjen juvelvingar. Inga underarter finns listade i Catalogue of Life.